# المخيم الكشفي العالمي السابع
المخيم الكشفي العالمي السابع (بالألمانية: 7. Weltpfadfindertreffen) عقدالمخيم في الفترة 3-12أغسطس 1951 وكانت دولة النمسا المستضيفة للمخيم في في باد إيستشل و كان الحضور حوالي 12884 كشاف من 61 دولة مختلفة من العالم، وكان عدد أعضاء الكشافة الألمانية حوالي 675 أعطيت ولقد لاقو ترحيبا حارا كمشاركين رسميين في المخيم الكشفي العالمي للمرة الأولى. وكانت الوحدة النمساوية فاقت قليلا عن الوحدة الكومنولثية، وكان قد خفض الحد الأدنى لسن الحضور من 14 في سن المخيم العادي إلى 13 سنة حيث أن منظمة وافقت على هذا القرار بعد دراسة إستغرقت حوالي خمس سنوات.